# Fäbodsjön (Ovansjö socken, Gästrikland, 673072-153619)
Fäbodsjön är en sjö i Sandvikens kommun i Gästrikland och ingår i Gavleåns huvudavrinningsområde. Sjön är 4,3 meter djup, har en yta på 0,02 kvadratkilometer och är belägen 142 meter över havet.